# Caroline Hinault
Pour les articles homonymes, voir Hinault.
Caroline Hinault, née en 1981 à Saint-Brieuc, est une romancière française.

## Biographie
Caroline Hinault est agrégée de Lettres modernes,.
En 2021, elle publie son premier roman Solak avec lequel elle est lauréate du prix Michel-Lebrun et le prix des lecteurs Villeneuve-lez-Avignon lors du festival du polar méditerranéen.

## Œuvre

### Romans
- Solak, Éditions du Rouergue, coll. « Rouergue noir » (2021)  (ISBN 978-2-8126-2186-4)[3],[4]
- Traverser les forêts éd. La Brune au Rouergue, 192 p. (2024)

### Autre ouvrage
- In carna, fragments de grossesse, éd. La Brune au Rouergue, 304 p. (2022)[2],[5]

## Vie privée
Elle est mère de 3 filles.

## Prix et distinctions

### Prix
- Prix Claude Mesplède 2021 pour Solak
- Prix des lecteurs Villeneuve-lez-Avignon 2021 pour Solak[6]
- Prix Michel-Lebrun 2021 pour Solak
- Trophée 813 2022 du roman francophone pour Solak
- Prix Québec-France Marie-Claire-Blais 2023 pour Solak[7],[8],[9]